# Dolní Hvězdovský rybník
Dolní Hvězdovský rybník je rybník o rozloze vodní plochy 1,69 ha nalézající se na Ploužnickém potoce v obci Hvězdov v okrese Česká Lípa. 
Rybník je v soukromém vlastnictví a je využíván pro chov ryb.

## Galerie

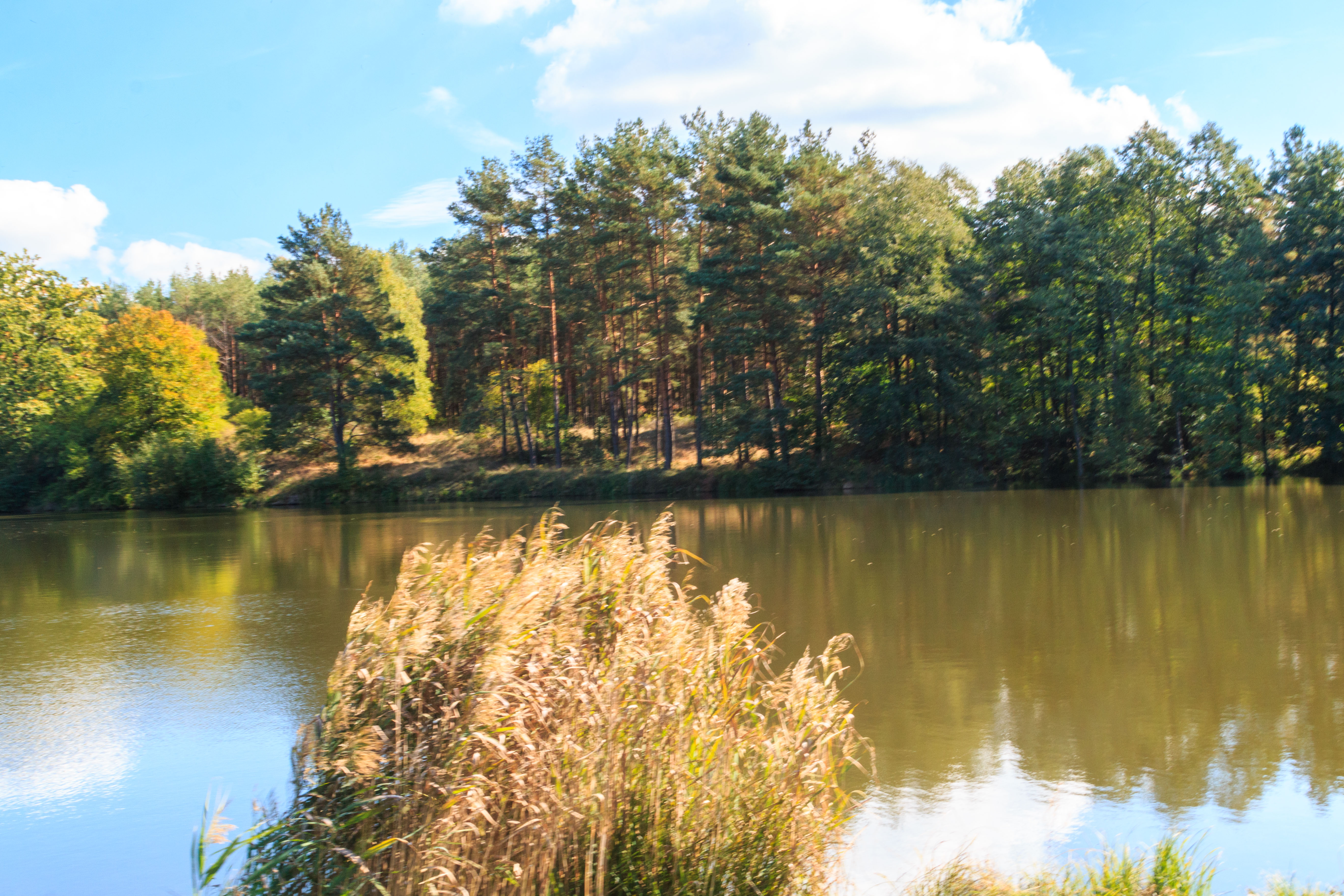
pohled na Dolní Hvězdovský rybník
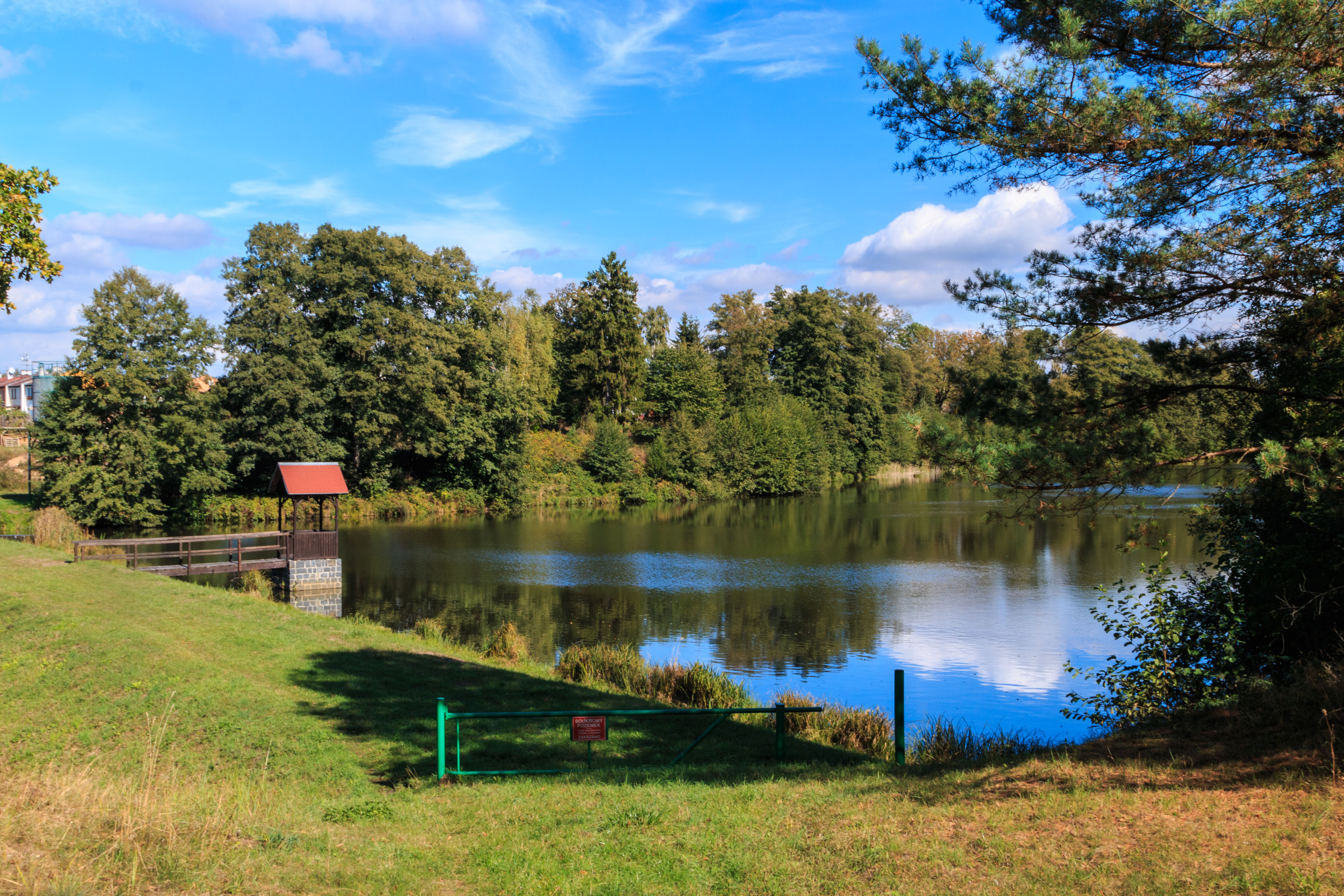
pohled na Dolní Hvězdovský rybník
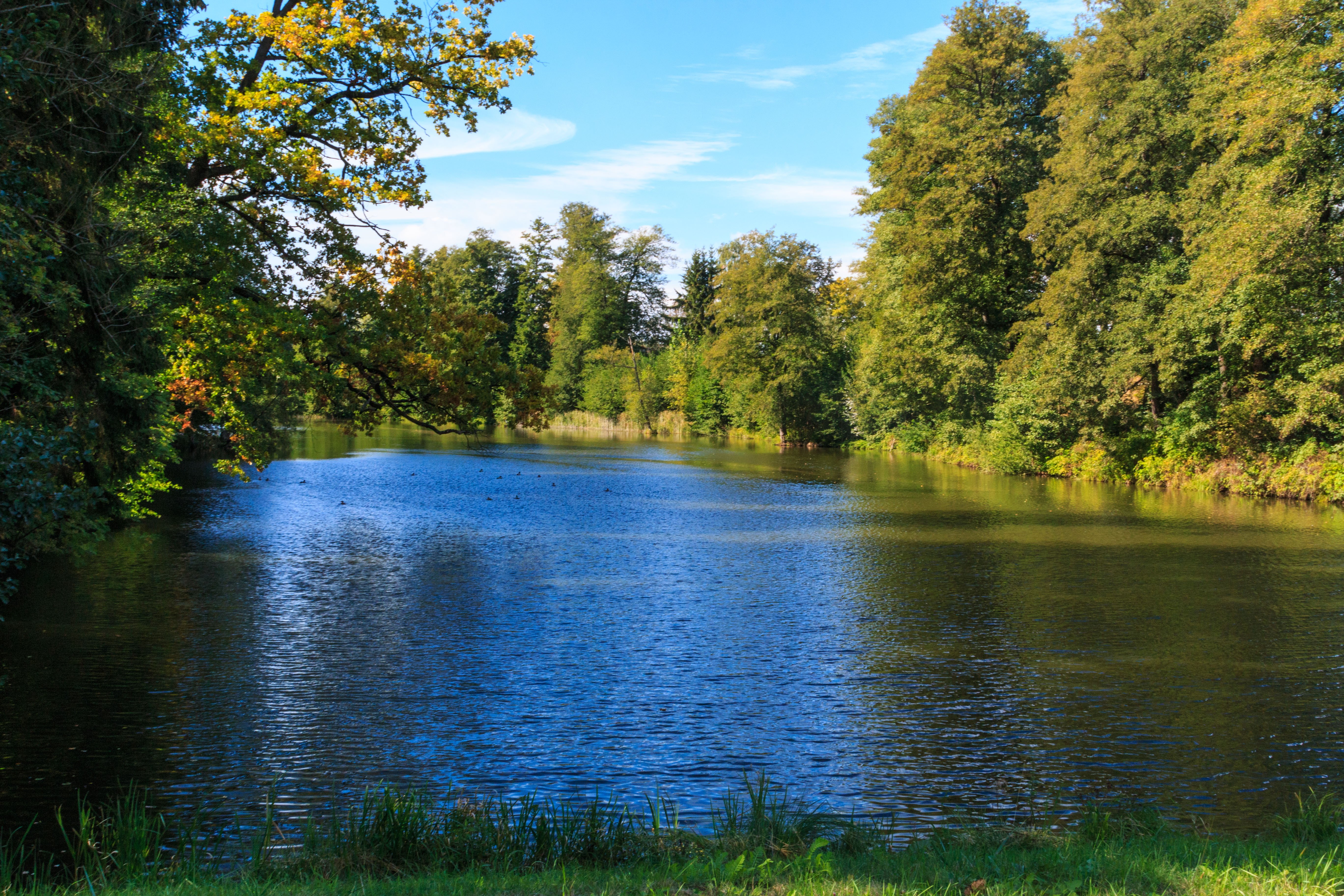
pohled na Dolní Hvězdovský rybník
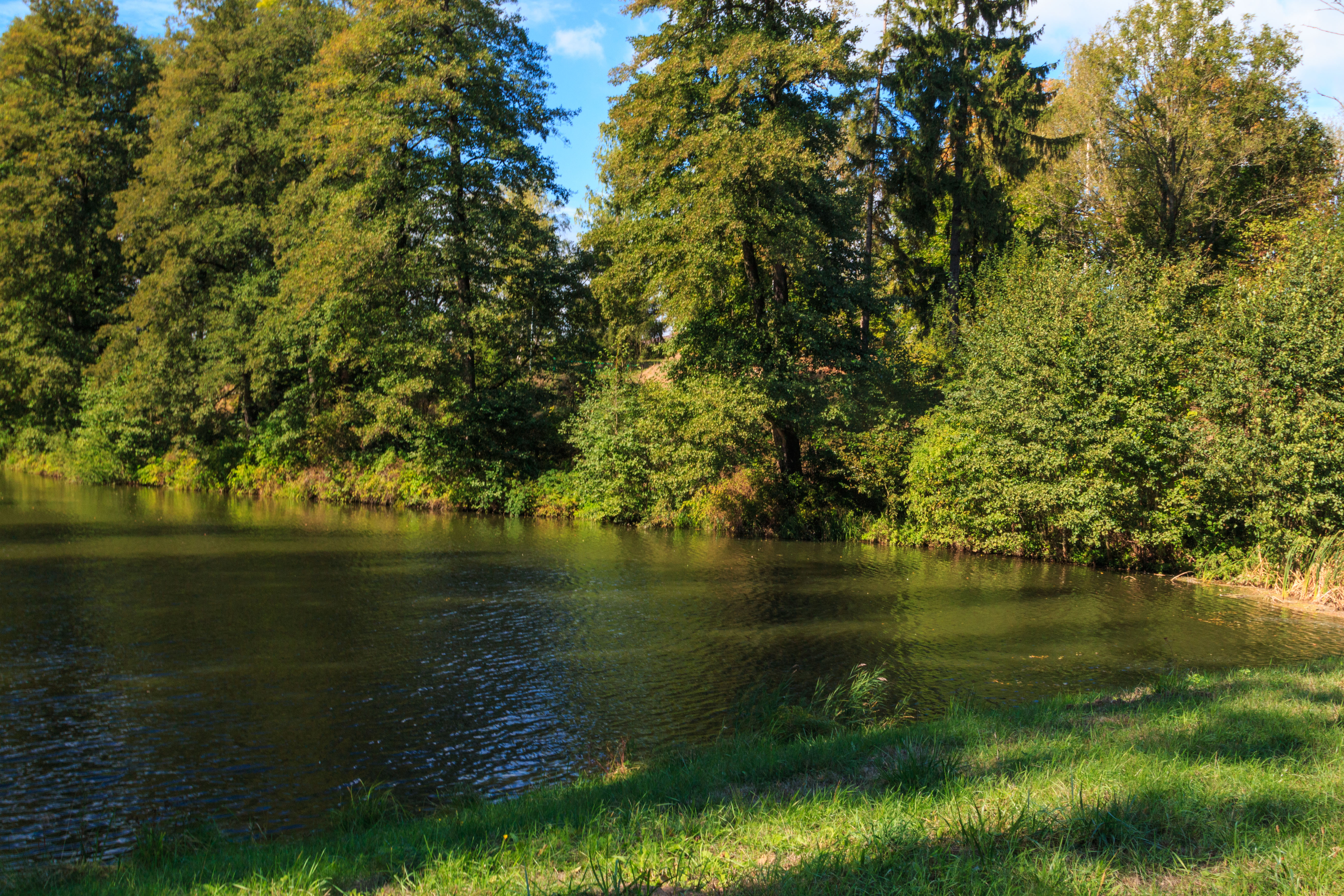
pohled na Dolní Hvězdovský rybník